# Emil von Schlitz genannt von Görtz

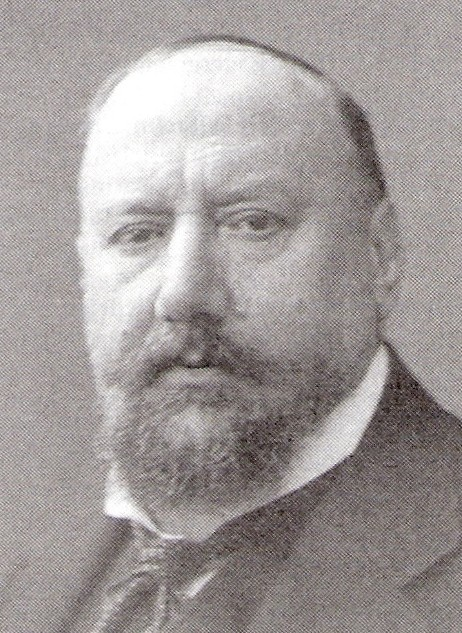
Emil Graf von Schlitz

Graf Emil Friedrich Franz Maximilian von Schlitz genannt von Görtz (* 15. Februar 1851 in Berlin; † 9. Oktober 1914 in Frankfurt am Main) war ein deutscher Bildhauer und Kulturpolitiker, hessischer Standesherr und Vertrauter Kaiser Wilhelms II.

## Leben
Emil Graf Görtz entstammte dem standesherrlichen, ehemals reichsgräflichen, in Hessen begüterten Geschlecht derer von Schlitz gen. von Görtz. Seine Eltern waren der großherzoglich hessische Diplomat Karl Graf von Schlitz gen. von Görtz (1822–1885) und Prinzessin Anna zu Sayn-Wittgenstein-Berleburg (1827–1902). Mit dem Tod seines Vaters 1885 wurde er Haupt der Familie Standesherr und Mitglied der Ersten Kammer der Landstände des Großherzogtums Hessen und nahm den Titel regierender Graf an. Für einen Aristokraten untypisch, studierte er an der Kunstakademie München bei Joseph Echteler Bildhauerei und wurde Künstler. Von 1885 bis 1901 leitete er die Kunstschule Weimar, 1894 gründete er mit anderen die Renten- und Pensionsanstalt für deutsche bildende Künstler. Von 1900 bis 1914 war er Präsident der Ersten Kammer der Landstände, eine Funktion, die bereits sein Vater hatte. Er gehörte dem ersten Denkmalrat an, der aufgrund des 1902 im Großherzogtum Hessen erlassenen neuen Denkmalschutzgesetzes, des ersten modernen Denkmalschutzgesetzes in Deutschland, zusammentrat.

## Freundschaft mit Kaiser WilhelmII.
Graf Görtz und der acht Jahre jüngere Prinz Wilhelm von Preußen waren in ihrer Jugend gemeinsam erzogen worden, unter anderem von Georg Hinzpeter. Die beiden Jungen schlossen eine Freundschaft fürs Leben: In späteren Jahren gehörte Graf Görtz zum engeren Liebenberger Kreis um den Grafen Eulenburg. Der Kaiser wiederum besuchte ihn häufig zur Jagd auf seinem hessischen Schloss. Zwischen 1891 und 1910 soll er jährlich bei Görtz zur Auerhahnjagd geweilt haben.

## Künstlerisches Schaffen

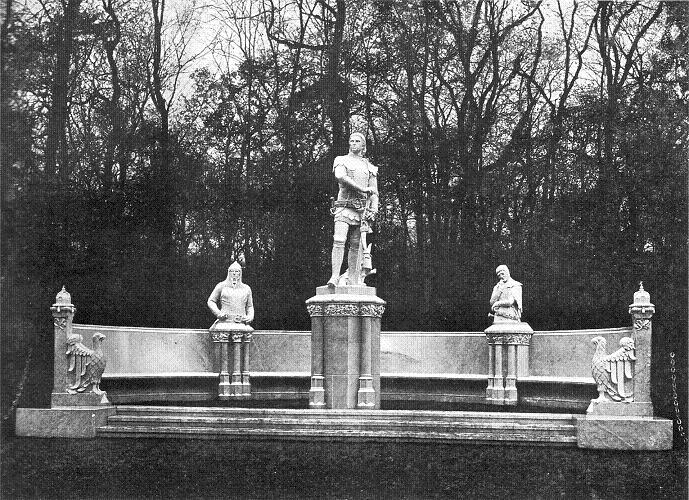
Denkmalgruppe Kurfürst Ludwig II. in der ehemaligen Berliner Siegesallee

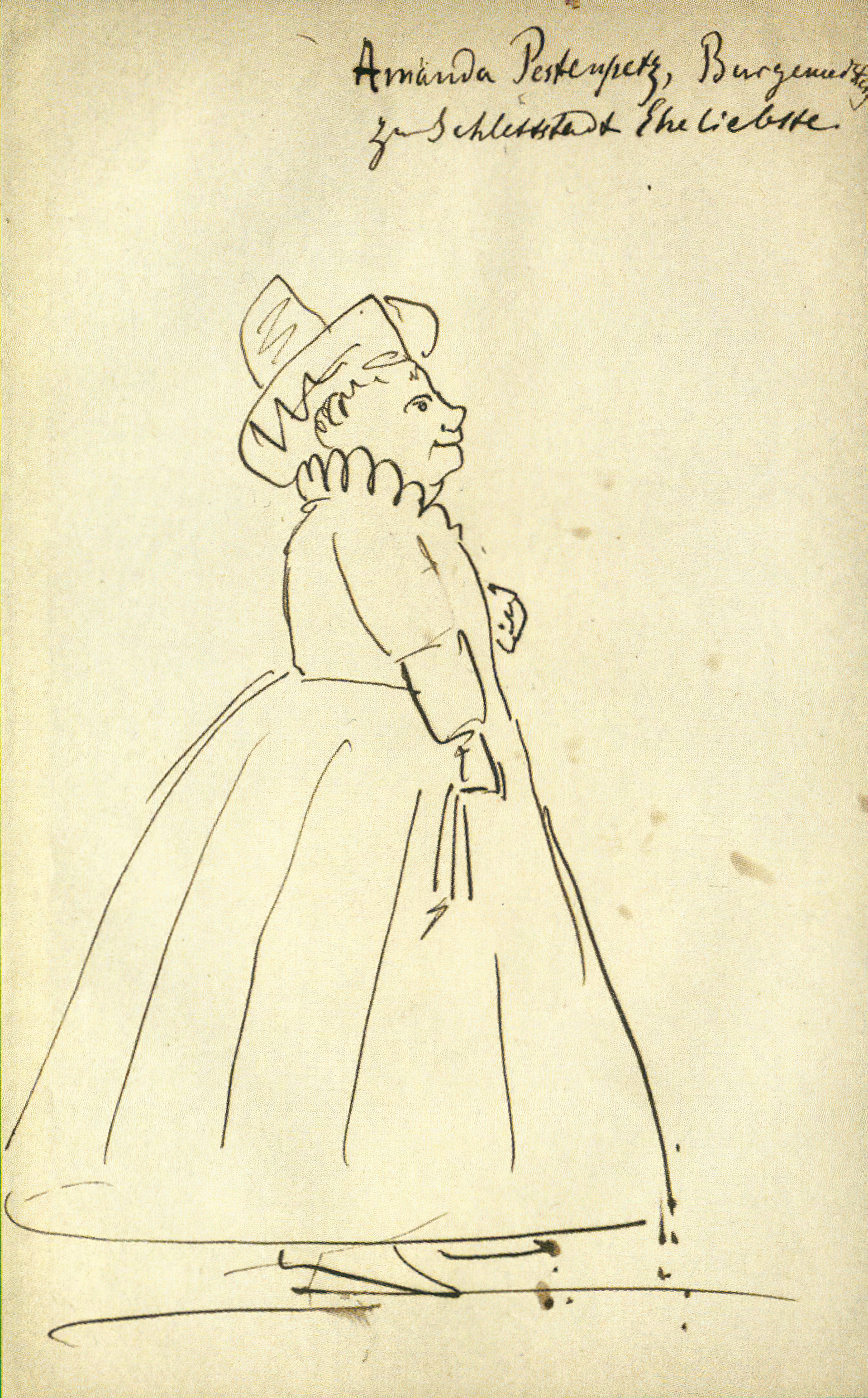
Karikatur, gezeichnet von Emil von Schlitz

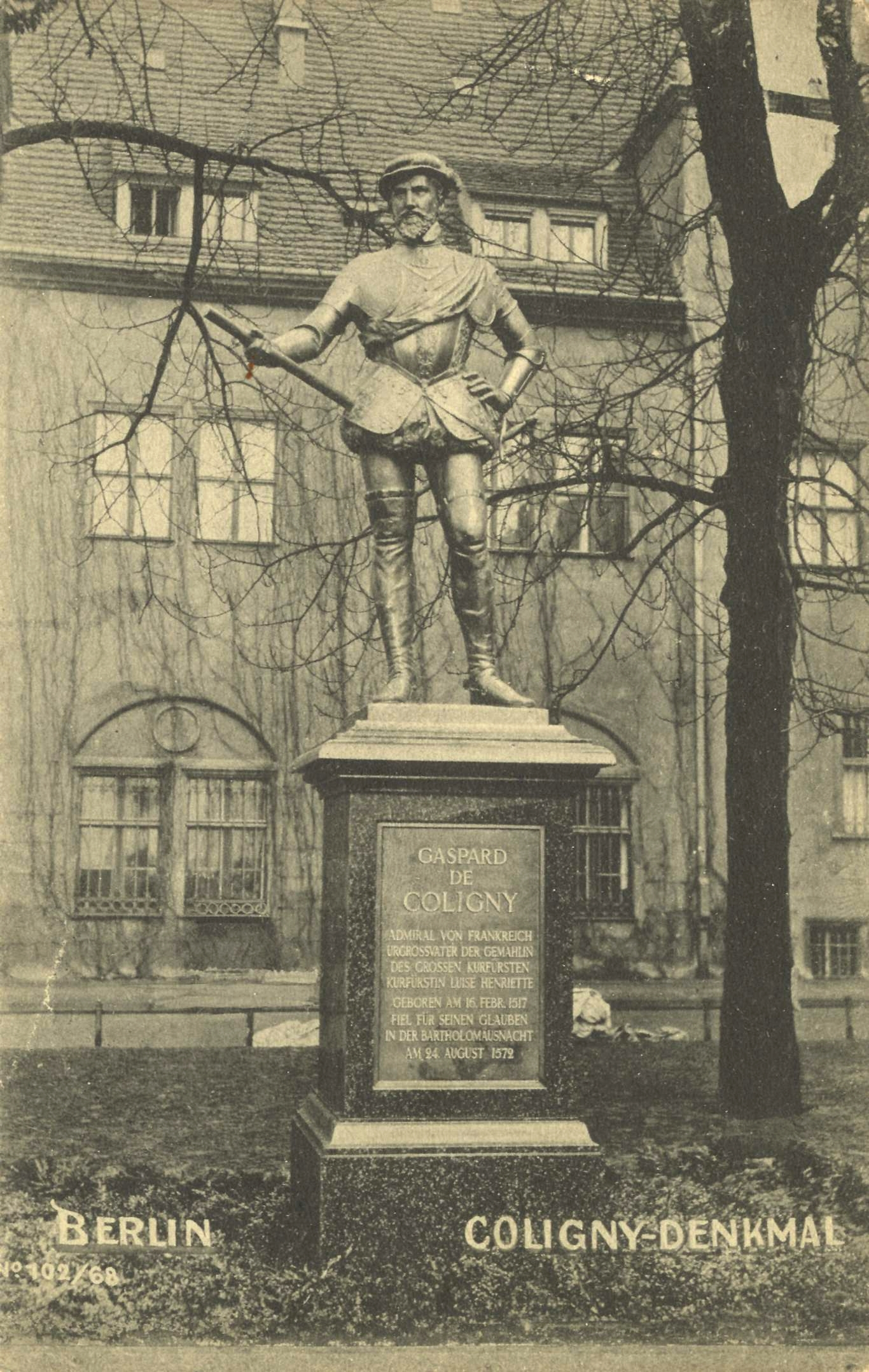
Denkmal für Coligny vor dem Berliner Stadtschloss, Verbleib unbekannt.

Graf Görtz schuf vor allem Skulpturen im Sinne des zeitgenössischen Historismus, so die Statue Colignys vor dem Berliner Schloss und das Standbild des Markgrafen Ludwig der Römer (Denkmalgruppe 11) in der Siegesallee im Berliner Tiergarten. Darüber hinaus sind zahlreiche Skizzen und Karikaturen von seiner Hand überliefert. Ein erheblicher Teil wird heute im Hessischen Staatsarchiv Darmstadt aufbewahrt.

## Familie
Graf von Görtz heiratete am 15. Februar 1876 die französisch-spanische Aristokratin Sophia de Villeneuve Cavalcanti d’Albuquerque (1858–1902). Das Paar hatte sechs Kinder:
- Anna Gräfin von Görtz (1877–1938)
- Carl August Konstantin Erbgraf von Görtz (1877–1911) ⚭ 29. August 1905 Prinzessin Amélie von Thurn und Taxis (1876–1930)
- Elisabeth Gräfin von Görtz (1879–1940)
- Wilhelm Graf von Görtz (1882–1935) ⚭ 25. Oktober 1906 Katharina Riedesel Freiin zu Eisenbach (1883–1969)
- Maria Anna Gräfin von Görtz (1883–1946)
- Anna Margareta Gräfin von Görtz (1885–1959) ⚭ 1907 Magnus von Levetzow

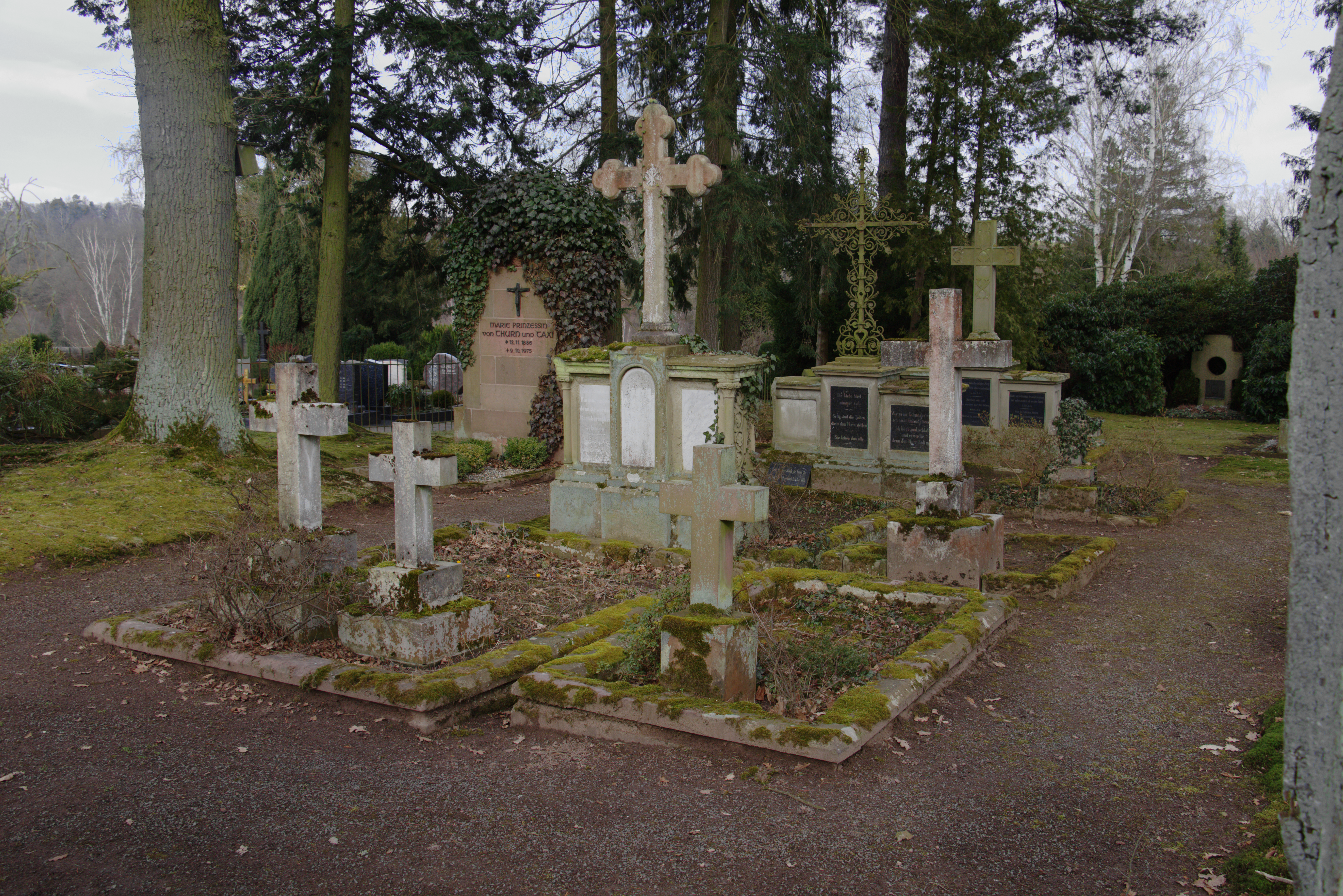
Grab (mittig in dritter Reihe)

Er ist auf dem Grabfeld Schlitz gen. von Görtz auf dem Friedhof Schlitz begraben.